# Kawanishi E15K
Il Kawanishi E15K (?), identificato anche come Nuvola viola (紫雲?), al quale venne assegnato dagli alleati il nome in codice Norm fu un idroricognitore a scarpone centrale, monomotore ad ala bassa sviluppato dall'azienda aeronautica giapponese Kawanishi Kōkūki KK negli anni quaranta.
Prodotto in piccola serie ed impiegato dalla Dai-Nippon Teikoku Kaigun Kōkū Hombu, l'aviazione navale della Marina imperiale giapponese, durante le fasi della seconda guerra mondiale, era caratterizzato da alcune avanzate particolarità tecniche tra cui l'adozione di una coppia di eliche controrotanti, i galleggianti equilibratori retraibili nelle semiali e quello centrale che poteva essere sganciato in emergenza. In tal modo il velivolo poteva guadagnare circa 95 km/h sulla sua velocità massima di 468 km/h.

## Utilizzatori
Giappone
- Dai-Nippon Teikoku Kaigun Kōkū Hombu

### Pubblicazioni
- Tullio Marcon, Le denominazioni dei velivoli giapponesi, in Storia Militare, VIII, n. 81, Parma, Albertelli Edizioni Speciali srl, giugno 2000.